# Kapelle Heilig-Geist-Spital (Ehingen an der Donau)

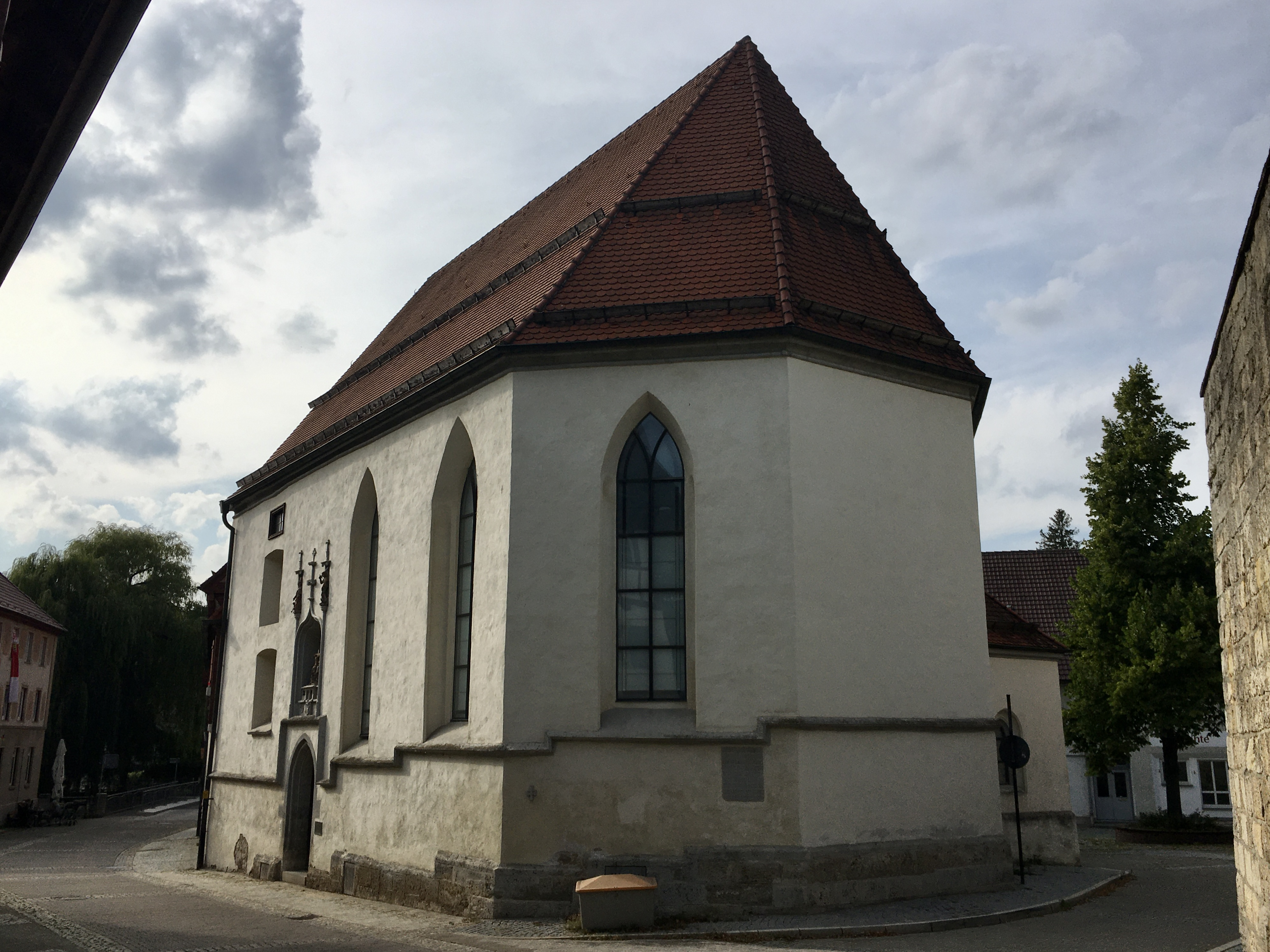
Kapelle Heilig-Geist-Spital in Ehingen

Die Kapelle Heilig-Geist-Spital steht in Ehingen (Donau), einer Stadt im Alb-Donau-Kreis in Baden-Württemberg. Die römisch-katholische Kirchengemeinde gehörte zum Dekanat Ehingen-Ulm der Diözese Rottenburg-Stuttgart. Das Gebäude ist beim Landesamt für Denkmalpflege Baden-Württemberg als Baudenkmal eingetragen.

## Beschreibung
Die ehemalige Kapelle wurde 1340 für das Heilig-Geist-Spital in Ehingen an der Donau errichtet und um 1470 bzw. 1493 umgebaut. Zum heutigen Bestand von überregionaler Bedeutung gehört der spätgotische Gnadenstuhl über dem Portal an der Fassade im Süden und die Wandmalereien im Innenraum des Sakralbaus. Sie stammen aus der Gotik und der Zeit des Manierismus. Nach der Profanierung wurde die Kapelle nach dem Einbau von Zwischengeschossen ab 1828 zur Lagerhaltung verwendet. In den letzten Jahrzehnten stand das Bauwerk sogar ungenutzt und ohne Beachtung leer.